# 29 prairial
29 floréal 29 messidor
Le nonidi 29 prairial, officiellement dénommé jour de la pivoine, est le 269e jour de l'année du calendrier républicain.
C'était généralement le 17e jour du mois de juin dans le calendrier grégorien.